# Benjamin Smith
Benjamin Smith, född 10 januari 1756 i Charles Town, South Carolina, död 26 januari 1826 i Smithville, North Carolina, var en amerikansk politiker. Han var North Carolinas guvernör 1810–1811. Han var ursprungligen federalist men hade bytt parti till demokrat-republikanerna innan han blev guvernör.
Smith föddes i South Carolina som son till Thomas Smith som var en betydande plantageägare. Familjen på faderns sida härstammade från plantageägaren Thomas Landgrave Smith. Även morfadern Roger Moore var plantageägare. Som aktiv federalist tjänstgjorde Benjamin Smith som talman i North Carolinas senat 1795–1799. Även om han senare bytte parti, liknade hans politiska målsättningar även som guvernör den politik han tidigare hade bedrivit som federalist. Industriell tillväxt var en viktig profilfråga för honom. Efter att ha tillträtt guvernörsämbetet ville han att ett nytt guvernörsresidens skulle byggas. Det blev färdigt år 1813. Smith efterträdde 1810 David Stone som guvernör och efterträddes 1811 av William Hawkins.